# الوحدوية الروسية

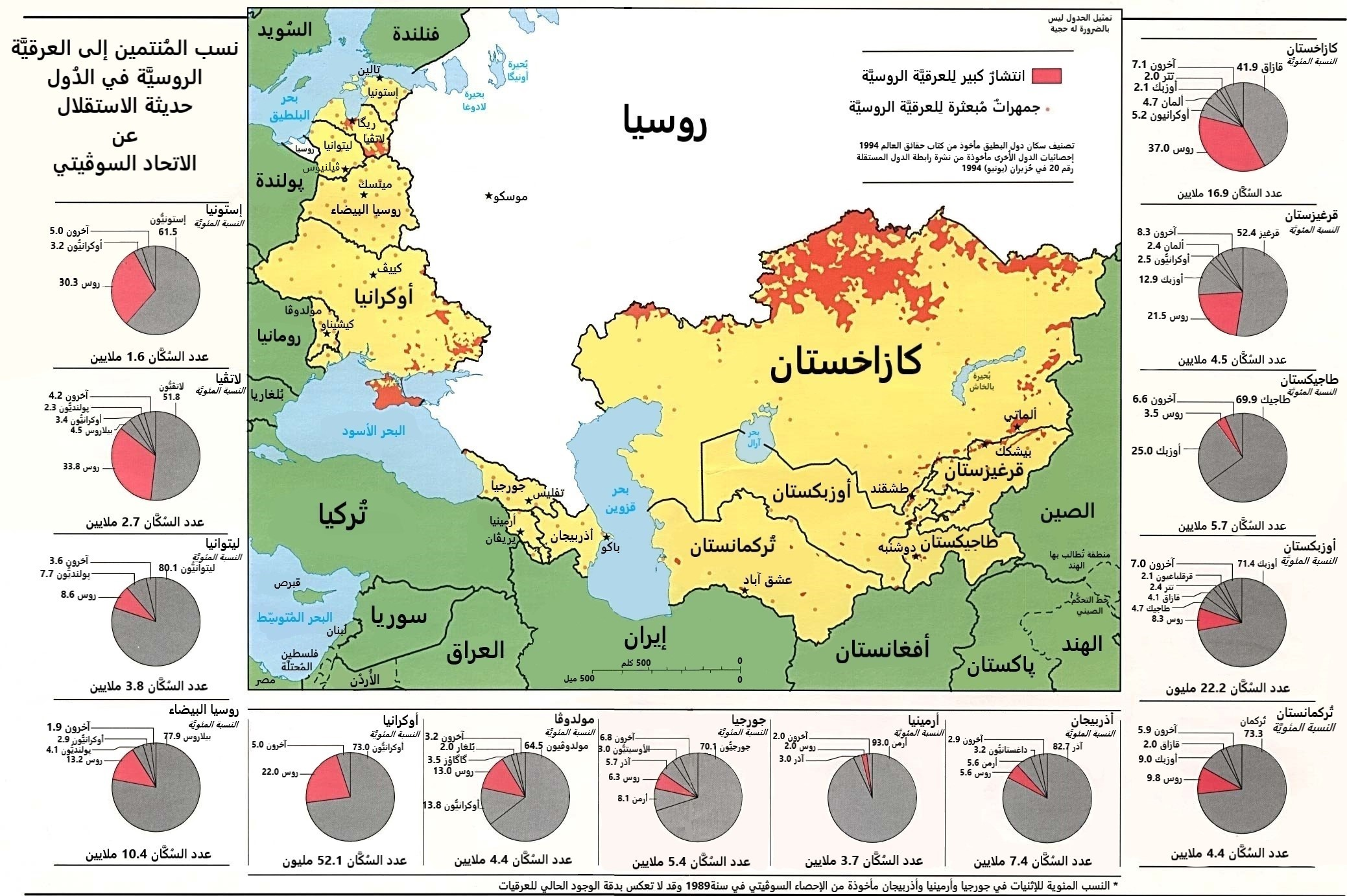
الروس العرقيون في الجمهوريات الأخرى في الاتحاد السوفياتي السابق (حصص المجموعات العرقية وفقًا لتعداد عام 1989، عدد سكان البلدان المذكورة لعام 1994).

الوحدوية الروسية (بالإنجليزية: Russian irredentism)‏ هي حركة تُشير إلى الادعاءات الوحدوية لأجزاء من الإمبراطورية الروسية السابقة أو الاتحاد السوفيتي خلال القرن الحادي والعشرين لصالح الاتحاد الروسي. إنها تسعى لتوحيد كل الروس خارج الحدود الروسية داخل دولة موحدة.
يُعد ضم شبه جزيرة القرم مثالاً على الادعاء الوحدوي. يطالب الوحدويون الروس بالعديد من الأراضي خارج روسيا مثل المناطق ذات الأغلبية الروسية في دول البلطيق، والمناطق ذات الأغلبية الروسية في شمال كازاخستان وشرق أوكرانيا.

## التاريخ

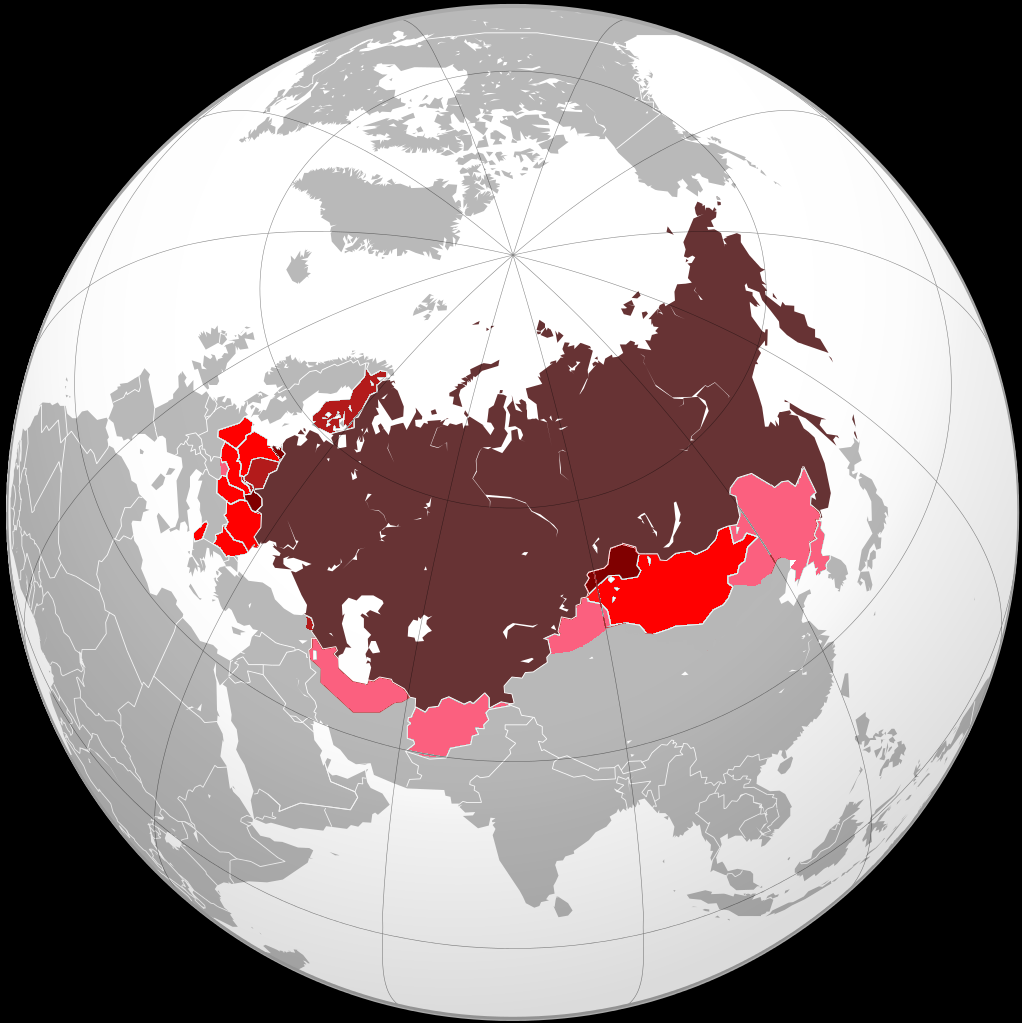
إسقاط لروسيا الكبرى وخارجها:
الاتحاد السوفيتي في عام 1945
لأراضي السوفيتية التي لم تكن أبدًا جزءًا من الإمبراطورية الروسية: ،كالينينغراد أوبلاست ، زاكارباتيا ، أوكرانيا الغربية و الكوريلس الجنوبي
أراضي إضافية مدمجة / محتلة من الإمبراطورية الروسية:دوقية فنلندا الكبرى وكونغرس بولندا
الحد الأقصى لمدى السوفييت القريب من الخارج، 1955: حلف وارسو ، جمهورية منغوليا الشعبية وكوريا الشمالية
أقصى مدى لنفوذ الإمبراطورية الروسية بعد بيع ألاسكا في عام 1867، على الرغم من المحاولات السوفيتية اللاحقة لاستعادتها الغزو الأنجلو-سوفيتي لإيران ، الغزو السوفيتي لشينجيانغ ، الاحتلال السوفيتي لمنشوريا

### الإمبراطورية الروسية
من القرن السادس عشر إلى القرن العشرين تقريبًا اتبعت الإمبراطورية الروسية سياسة توسعية. القليل من هذه الإجراءات كان لها مبررات وحدوية، على الرغم من غزو أجزاء من الإمبراطورية العثمانية في القوقاز لوضع المسيحيين الأرمن تحت حمايتها.

## ما بعد الاتحاد السوفيتي
بعد تفكك الاتحاد السوفياتي في عام 1991 كان يُعتقد أن الاتحاد الروسي تخلى عن خطط التوسع الإقليمي أو قومية دولة الأقارب على الرغم من وجود حوالي 25 مليون شخص من أصل روسي يعيشون في البلدان المجاورة خارج روسيا. يؤكد ستيفن سايدمان وويليام أيريس أن روسيا اتبعت سياسة غير وحدوية في التسعينيات على الرغم من بعض المبررات لسياسات الوحدوية - كان أحد العوامل التي لا تفضل الوحدوية هو التركيز في توطيد السلطة والاقتصاد داخل أراضي روسيا. علاوة على ذلك، لم يُعثر على سياسة الوحدوية المستقرة التي تحظى بشعبية لدى الناخبين ولم يكن أداء السياسيين الذين اقترحوا مثل هذه الأفكار جيداً من الناحية الانتخابية. كان السياسيون القوميون الروس يميلون إلى التركيز على التهديدات الداخلية (أي «الغرباء») بدلاً من التركيز على مصالح الروس خارج الاتحاد.
اقتُرح ضم شبه جزيرة القرم في عام 2014 وهذا ما أثبت تمسك روسيا بالوحدوية في الوقت الحالي. بعد الحدث في شبه جزيرة القرم، طلبت سلطات ترانسنيستريا من روسيا ضمها.
أدى ضم شبه جزيرة القرم إلى موجة جديدة من القومية الروسية، حيث تطمح أجزاء كبيرة من حركة اليمين المتطرف الروسي إلى ضم المزيد من الأراضي من أوكرانيا، بما في ذلك نوفوروسيا غير المعترف بها.
اعتبر فلاديمير سوكور أن خطاب فلاديمير بوتين بعد ضم شبه جزيرة القرم كان بحكم الواقع «بياناً عن روسيا الكبرى الوحدوية». ومع ذلك، بعد فرض العقوبات الدولية على روسيا في أوائل عام 2014 وفي غضون عام تم تعليق مشروع «نوفوروسيا» في 1 يناير 2015 حيث أعلنت القيادة المؤسسة أن المشروع قد تم تعليقه، وفي 20 مايو أعلن الأعضاء المكونون تجميد المشروع السياسي.
يسعى بعض القوميين الروس إلى ضم أجزاء من «الخارج القريب»، مثل دول البلطيق، بينما يخشى البعض تصعيداً محتملاً بسبب التطلعات الوحدوية الروسية في شمال كازاخستان.

### المعلومات الكاملة للمراجع
- Saideman، Stephen M.؛ Ayres، William R. (2008)، For Kin Or Country: Xenophobia, Nationalism, and War، Columbia University Press

### قراءة معمقة
- Suslov، Mikhail (يوليو 2017)، ""Russian World": Russia's Policy towards its Diaspora" (PDF)، Russie Nei Visions، مؤرشف من الأصل (PDF) في 2023-10-30